# Vuelta a Extremadura (femenina)
La Vuelta a Extremadura Femenina (oficialmente: Vuelta Ciclista a Extremadura Femenina) es una carrera ciclista femenina por etapas española que recorre la comunidad de Extremadura. 
La primera edición fue en el año 2023 en categoría UCI del 10 al 12 de marzo contando con 3 etapas y 220 kilómetros. Participaron 140 corredoras perteneciente a 20 equipos diferentes, de los cuales 17 eran de categoría Continental y 3 de categoría World Tour.
El 12 de marzo Megan Armitage del equipo Arkéa Women se consagró como la primera ciclista en ganar esta competición.

## Palmarés
| Año  | Ganadora           | Segunda               | Tercera         |
| ---- | ------------------ | --------------------- | --------------- |
| 2023 | Megan Armitage     | Clara Emond           | Maaike Coljé    |
| 2024 | Mareille Meijering | Gaia Realini          | Brodie Chapman  |
| 2025 | Ellen van Dijk     | Mie Bjørndal Ottestad | Greta Marturano |

## Palmarés por países
| País         | Victorias |
| ------------ | --------- |
| Países Bajos | 2         |
| Irlanda      | 1         |